# Torre dei Tallianti

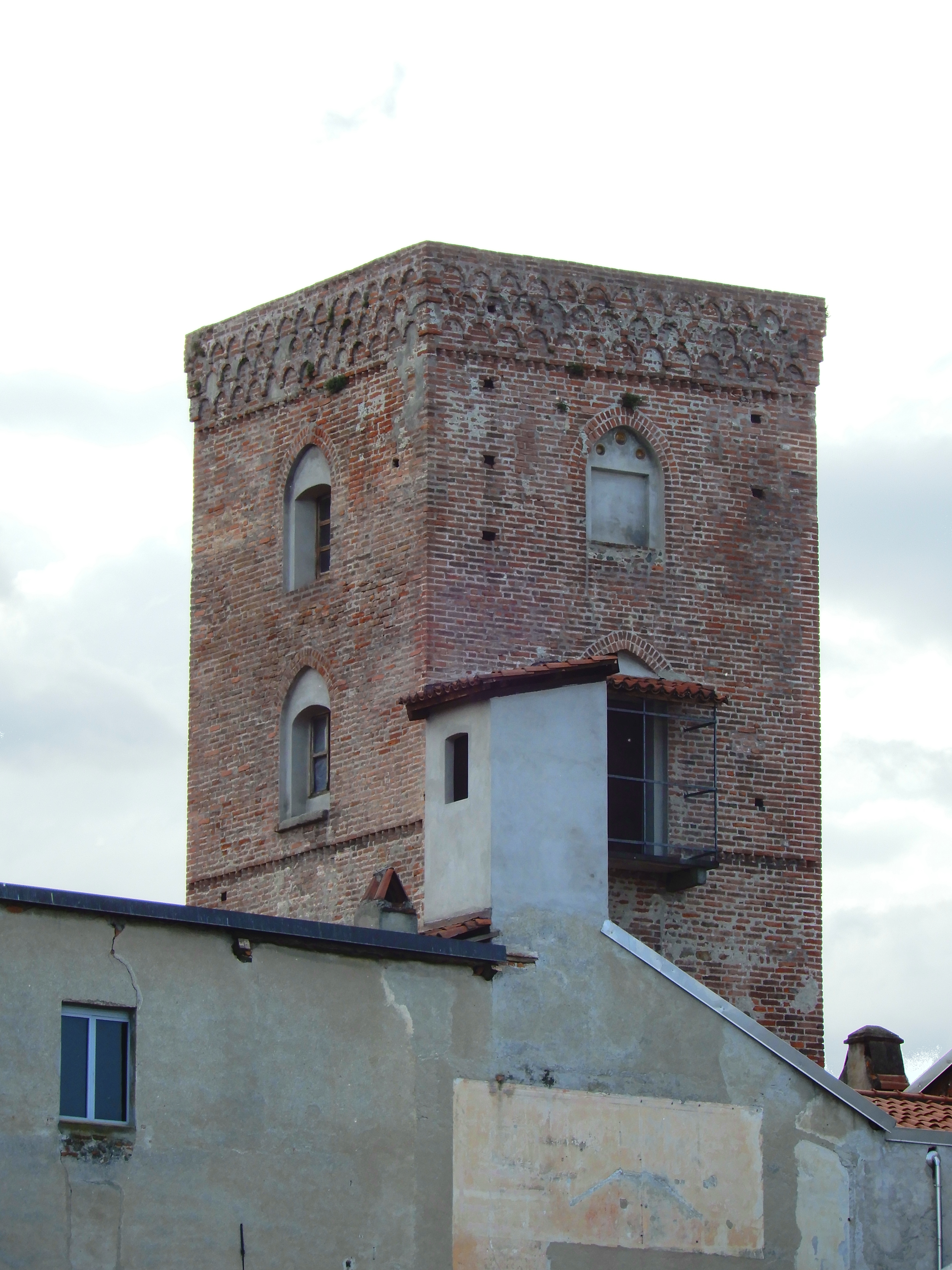
Der Talliantiturm

Die Torre dei Tallianti – auch Turris Alba – ist ein mittelalterlicher Stadtturm in der italienischen Stadt Ivrea im Piemont.
Der Turm wurde im 12. bis (obere Geschosse) 13. Jahrhundert als Teil des Wohnsitzes der Familie Tallianti errichtet, die im Jahr 1740 ausgestorben ist. Der Familiensitz liegt im Stadtzentrum an der Via Bertinatti und besteht aus einer Gebäudegruppe mit einem Innenhof. Der hohe Turm steht im Ostteil der Anlage.
Der 24 Meter hohe Turm besteht aus Backsteinmauerwerk. Die Spitzbogenfenster der beiden oberen Geschosse charakterisieren diese als gotisch. Der obere Abschluss ist mit dekorativen Reihen von Backsteinmustern verziert.